# Manoir de Ty Nehue
Le manoir de Ty Nehue est un édifice situé à Inzinzac-Lochrist, en France.

## Situation
Le manoir est situé sur le territoire de la commune de Inzinzac-Lochrist, au lieu-dit Ty Nehue, dans le département du Morbihan, en région Bretagne.

## Description
Le manoir date des XVIIIe et XIXe siècles, il est construit en moellons de granite, édifice à un étage carré, élévation à travées. Toiture  à longs pans recouverte d'ardoises et de chaume, pignon découvert, croupe, toit polygonal.

## Histoire
Le manoir est inscrit à l'inventaire général du patrimoine culturel en 1986.